# マッテオ・ルビン
マッテオ・ルビン（Matteo Rubin, 1987年7月9日- ）は、イタリア・バッサーノ・デル・グラッパ出身のサッカー選手。ポジションはディフェンダー。苗字はドイツ系である。

## 経歴

### クラブ
ASチッタデッラでのプレーを経て、2007年にトリノFCに移籍。2010年からボローニャFCに期限付き移籍したのをはじめ3度のレンタルを経験した。2012年にはACシエーナに移籍し、ここではヴェローナに本拠地を置く2クラブにレンタルされた。2014年7月、モデナFCに加入することが決定した。
2016年8月25日、レガ・プロ・ジローネCのフォッジャ・カルチョに移籍すると、2016-17シーズンに優勝を経験し、セリエB昇格を果たした。
2019年1月31日に同じセリエBのアスコリ・カルチョにレンタル移籍した。
2019年8月4日、レッジーナ1914に2年契約で移籍した。

### 代表
2007年にU-21イタリア代表に選出されている。